# Mauria peruviana
Mauria peruviana là một loài thực vật có hoa trong họ Đào lộn hột. Loài này được Cuatrec. mô tả khoa học đầu tiên năm 1955.